# Laveno-Mombello
Laveno-Mombello – miejscowość i gmina we Włoszech, w regionie Lombardia, w prowincji Varese.
Według danych na rok 2004 gminę zamieszkiwało 8729 osób, 349,2 os./km².